# Дуппах
Дуппах (нім. Duppach) — громада в Німеччині, розташована в землі Рейнланд-Пфальц. Входить до складу району Вульканайфель. Складова частина об'єднання громад Герольштайн.
Площа — 10,28 км2. Населення становить 281 ос. (станом на 31 грудня 2020).

## Галерея

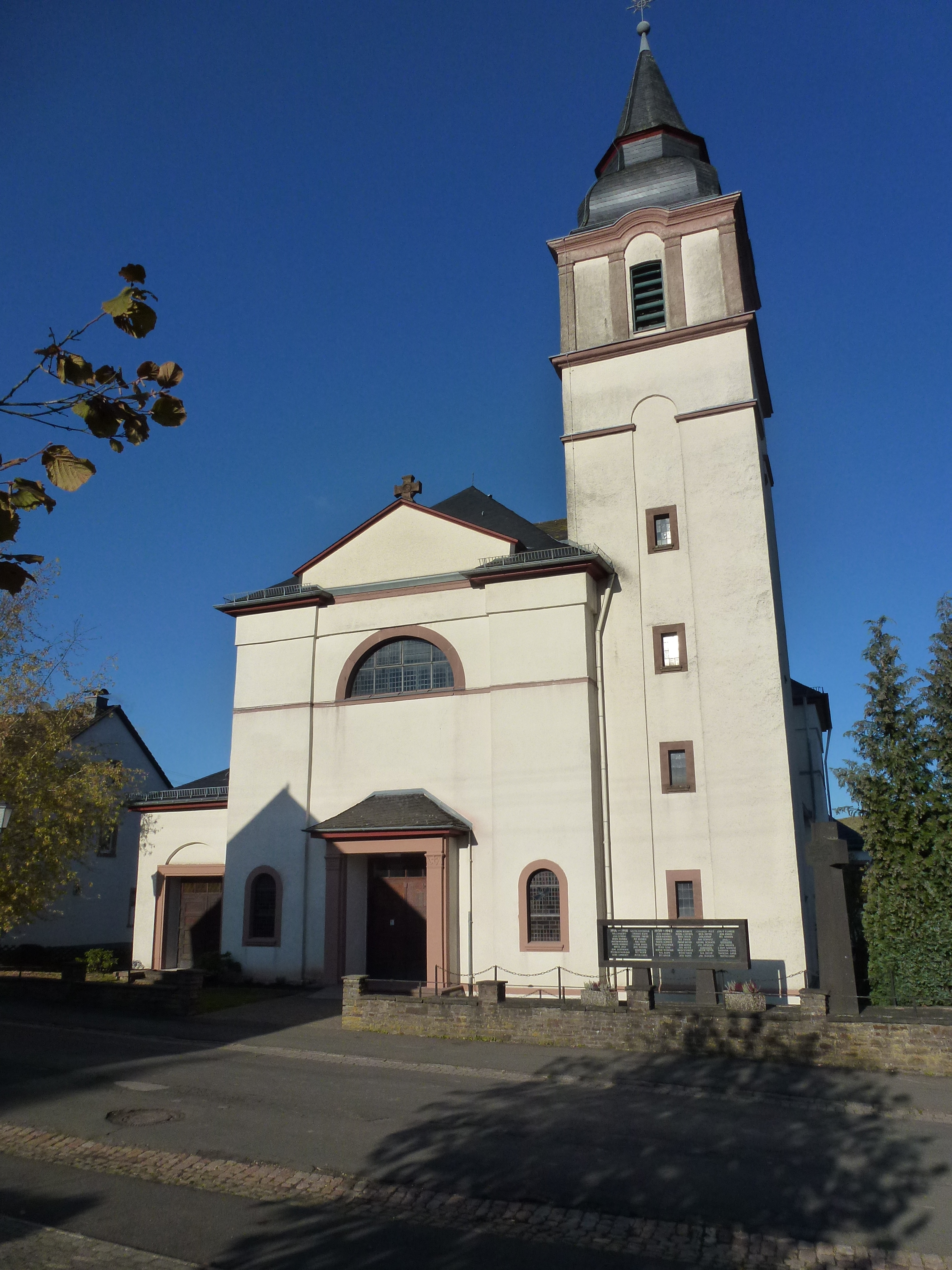
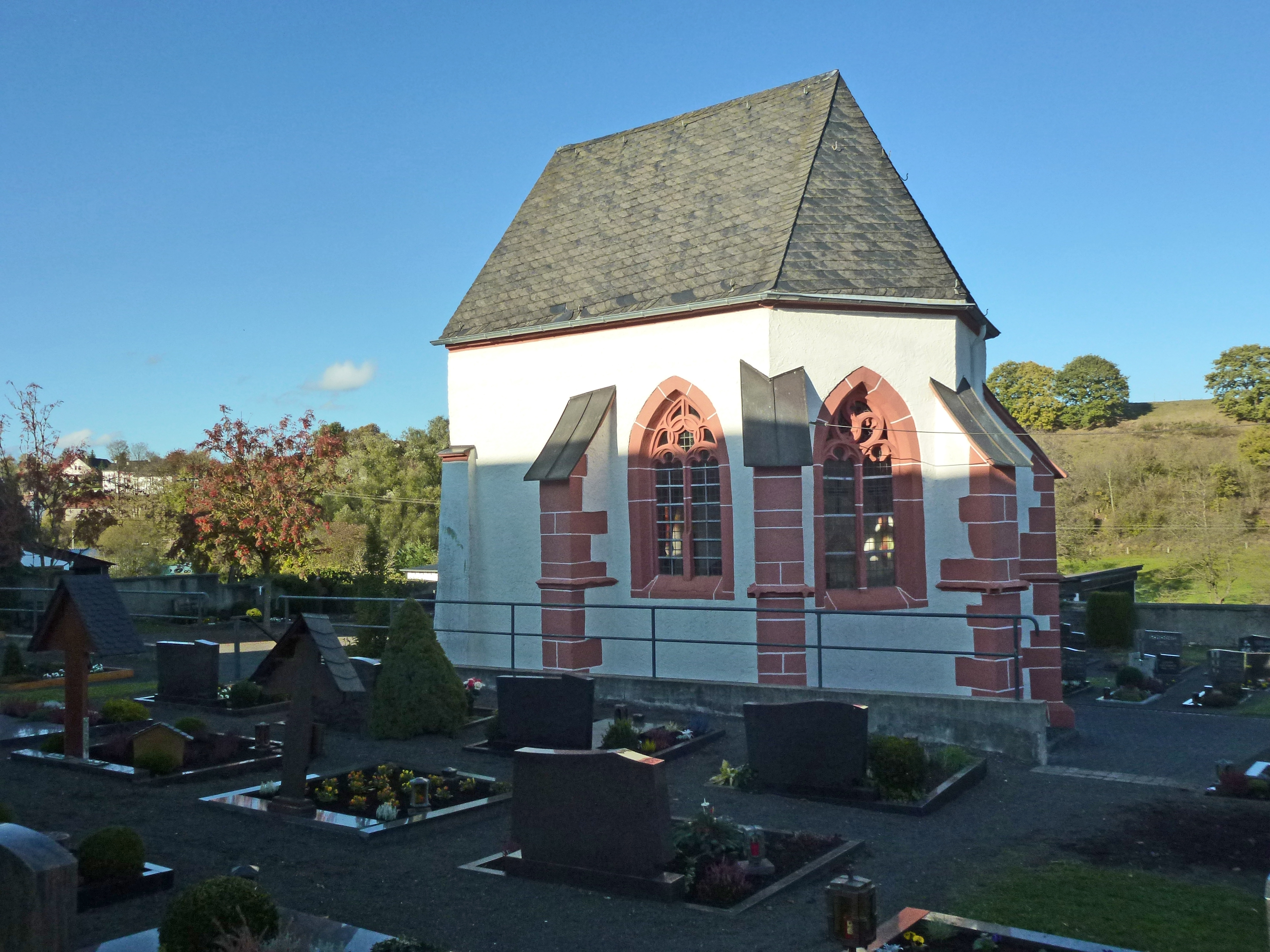
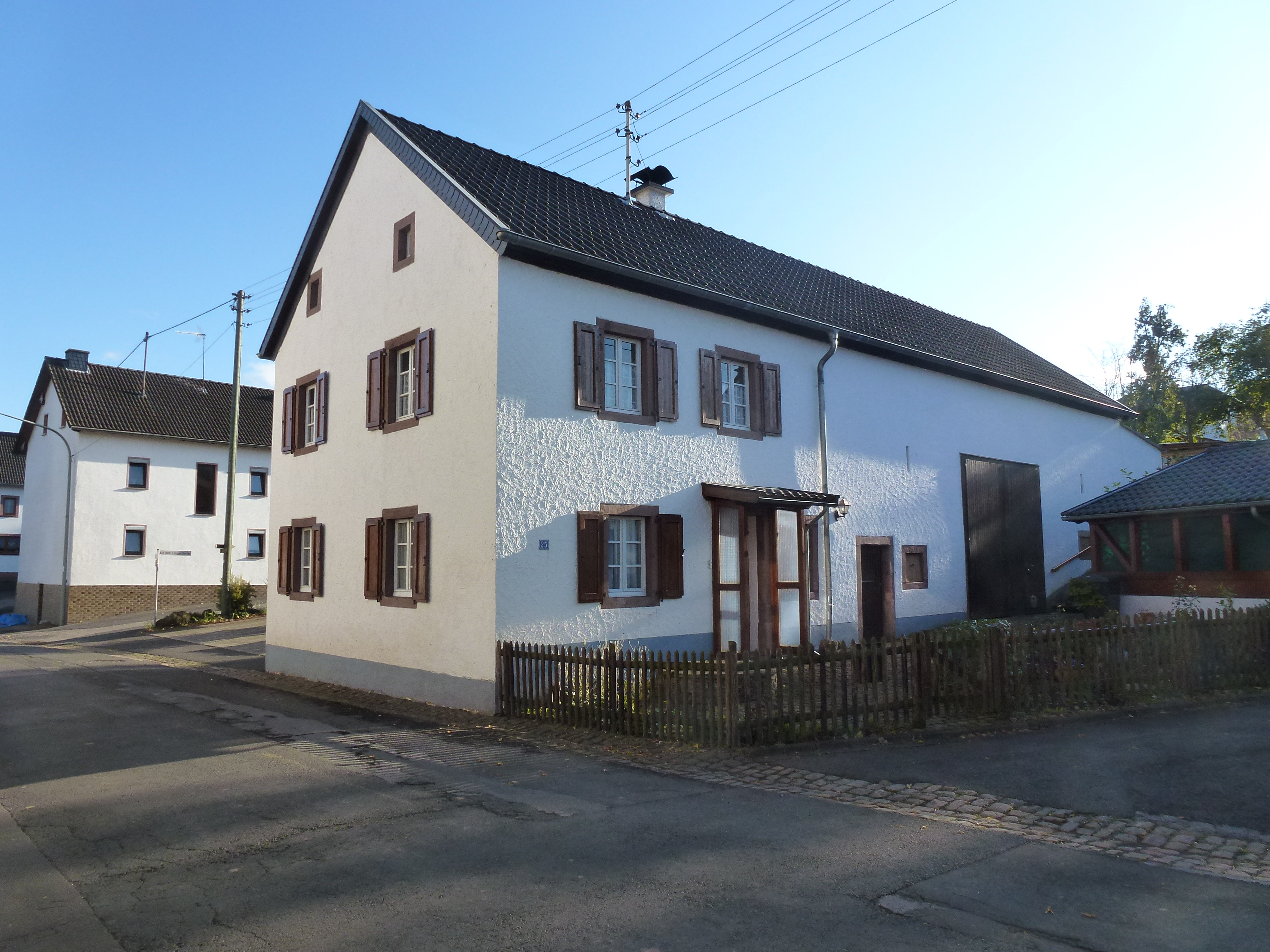